# Dipartimento di Burruyacú
Burruyacú è un dipartimento collocato a nord-est della provincia argentina di Tucumán, con capitale Burruyacú.
Confina a nord con la provincia di Salta, a est con la provincia di Santiago del Estero, a sud con il dipartimento di Cruz Alta e a ovest con i dipartimenti di Trancas e Tafí Viejo.
È il dipartimento più grande della Provincia, ma anche il meno popolato. Secondo il censimento del 2001, su un territorio di 3 605 km², la popolazione ammontava a 32 936 persone.
I municipi del dipartimento sono:
- Benjamín Aráoz y El Tajamar
- Burruyacú
- El Chañar
- El Naranjo y El Sunchal
- El Puestito
- El Timbó
- Garmendia
- La Ramada y La Cruz
- Piedrabuena
- Siete de Abril
- Villa Padre Monti